# Yvignac-la-Tour
Yvignac-la-Tour è un comune francese di 1 213 abitanti situato nel dipartimento delle Côtes-d'Armor nella regione della Bretagna.

## Società

### Evoluzione demografica
Abitanti censiti